# Óblast autónomo Tuvano
El óblast autónomo de Tuvá (en ruso: Туви́нская авто́номная о́бласть, Tuvínskaya avtonómnaya óblast) fue una región autónoma de la RSFS de Rusia creada el 11 de octubre de 1944 a raíz de la anexión de la República Popular de Tannú Tuvá por la Unión Soviética. El 10 de octubre de 1961, se transformó en la República Autónoma Socialista Soviética de Tuvá.

## Historia
El 11 de octubre de 1944, la República Popular de Tannú Tuvá, que anteriormente había sido reconocida como independiente por la Unión Soviética, pasó a formar parte de esta como óblast autónoma, dentro de la RSFS de Rusia.
El 10 de octubre de 1961, fue elevada al rango de república autónoma, transformándose en la República Autónoma Socialista Soviética de Tuvá.